# Quizfire
Quizfire war eine halbstündige Quizshow, die von April 2001 bis August 2003 im Nachmittagsprogramm wochentags auf dem Fernsehsender Sat.1 ausgestrahlt wurde. Anfangs nahmen gewöhnliche Kandidaten, später ausschließlich deutsche Prominente teil. Moderator war anfangs Meinert Krabbe, der jedoch noch im ersten Jahr der Ausstrahlung von Sebastian Deyle abgelöst wurde. In Ungarn wurde das Format 2004 als „Quizfire – Tűz, víz, kvíz“ ausgestrahlt und von György Rózsa moderiert.

## Spielprinzip
Fünf Kandidaten saßen nebeneinander im Halbkreis auf Stühlen, die bei Ausscheiden eines Kandidaten nach einem sichtbaren „Buzzer“-Druck des Moderators obligatorisch ins Untergeschoss des Studios fuhren und ihn somit „versenkten“. Die Fragen kamen aus den verschiedensten Themenbereichen und waren meist lösbarer Natur.
Zunächst wurden jedem der fünf Kandidaten zwei offene Fragen gestellt, mit denen sie sich pro richtiger Antwort jeweils ein Licht für die Hauptrunde erspielen konnten. Diese begann mit einer offenen Frage an alle, die der Schnellste beantworten konnte. Bei richtiger Beantwortung durfte er sich einen Mitspieler aussuchen, der dann die nächste Frage beantworten musste. Dabei wurden dann jeweils drei Antwortmöglichkeiten vorgegeben, von denen eine richtig war. Diese Runde wurde solange gespielt, bis einer der Kandidaten falsch antwortete. Daraufhin erlosch eines seiner Lichter bzw. wenn alle Lichter erloschen waren, schied der Teilnehmer aus. Die Runde wurde danach mit einer offenen Frage an die verbleibenden Kandidaten fortgesetzt.
Das Finale wurde, sofern innerhalb einer bestimmten Zeit drei Kandidaten ausschieden, zwischen den letzten beiden übriggebliebenen ausgetragen. Andernfalls wurde die Hauptrunde beendet und offene Fragen an alle gestellt. Die ersten beiden Kandidaten, die eine Frage richtig beantworteten, spielten dann das Finale.
Dieses wurde nach dem Best-of-Five-Modus mit offenen Fragen gespielt, d. h. derjenige der als erstes drei Fragen richtig beantwortet hatte, gewann das Finale.

## Kandidaten
Im Laufe der Ausstrahlung wurde das Konzept schnell dahingehend verändert, ausschließlich prominente Kandidaten teilnehmen zu lassen. Die mitspielenden Prominenten waren oftmals ehemalige Kandidaten aus der um das Jahr 2000 erfolgreichen Show Big Brother oder andere Personen, deren öffentliche Aufmerksamkeit häufig nicht lange anhielt. Diese nahmen in Einzelfällen an mehreren Quizfire-Folgen teil.

## Absetzung und Wiederholungen
Im Sommer 2003 wurde „Quizfire“ abgesetzt und gab seinen Programmplatz an die Pseudo-Doku Niedrig und Kuhnt – Kommissare ermitteln ab.
Wiederholungen der mäßig erfolgreichen Show baute der Call-TV-Sender 9Live, ebenfalls zur ProSiebenSat.1-Gruppe gehörend, in seinem Programm ein.